# آن سيمبسون
آن سيمبسون (بالإنجليزية: Anne Simpson)‏‏ (1956 - ) روائية، ومقالاتية، وكاتِبة، وشاعرة من كندا.